# Atta Yaqub
Atta Yaqub (Glasgow, 1979) es un actor y modelo británico, escocés de origen asiático, famoso por haber coprotagonizado con Eva Birthistle la película Ae Fond Kiss... (2004) de Ken Loach, en la que interpreta a Casim, un musulmán escocés de origen pakistaní que ha de enfrentarse a su familia por su relación con una profesora de música blanca y católica. Por su papel en esta película fue candidato al premio al actor revelación en los British Independent Film Award.
A raíz de su éxito en Ae Fond Kiss..., Yaqub actuó en numerosas películas y series de televisión.

## Filmografía

### Cine
- 2004: Ae Fond Kiss... de Ken Loach.
- 2006: Explotions de Hammad Khan.
- 2006: Nina's Heavenly Delights de Pratibha Parmar.
- 2009: Running in Traffic de Dale Corlett.
- 2011:	Fernes Land	de Kanwal Sethi
- 2011:  Rafina de Sabiha Sumar

### Televisión
- 2004: Doctors: episodio «Party Games» (temporada VI, episodio 131)
- 2005: The camping trip, dirigido por Derville Quigley.
- 2005: Meet the Magoons: episodio «Stairway to Havan», dirigido por Hardeep Singh Kohli.
- 2005: Perfect day, dirigido por David Richards.
- 2006: New Street Law, episodio 5. Director: David Skynner.
- 2011: Lip Service, 2a temporada. Escritora: Harriet Braun.

## Actividades sociales
Yaqub tiene estudios en tecnologías de la información y participa en programas sociales como asesor contra las drogas. Comprometido en la lucha contra el racismo, participó en el programa «Show Racism The Red Card» y visitó numerosos centros escolares de toda Escocia para promoverlo. También participó en la campaña «One Scotland, Many Cultures».  
En 2009, Yaqub criticó públicamente al príncipe Enrique por unas declaraciones despectivas sobre los surasiáticos.